# 肖俊峰
肖俊峰（1979年7月12日—）是一位中国体操运动员，出生于陕西省西安市。5岁在西安体育学院学习体操。1996年1月入选国家体操队。在2000年悉尼奥运会上，肖俊峰带伤参赛获男子体操团体冠军。2002年退役，2003年到深圳大学读研究生。